# تربل (المنية)
تربل هي قرية لبنانية من قرى قضاء الضنية في محافظة الشمال.
- المسافة من بيروت: 98 كلم
- الارتفاع عن سطح البحر: 600 م
- القرى المحاذية: اليمونة، كفريا، المنية، مركبتا